# Ярунд, Авияя Лунд
Авия́я «Ави» Лунд Я́рунд (дат. Avijaja «Avi» Lund Järund, урождённая Авия́я Пе́три, дат. Avijaja Petri, известна также как А́ви Лунд, Авия́я Лунд Ни́льсен и Авия́я Ни́льсен, дат. Avi Lund, Avijaja Lund Nielsen, Avijaja Nielsen; род. 6 декабря 1966, Какорток) — датская кёрлингистка и тренер по кёрлингу.
В составе женской сборной Дании участница зимних Олимпийских игр 2002 года.

## Достижения
- Чемпионат мира по кёрлингу среди женщин: бронза (1999, 2001).
- Чемпионат Европы по кёрлингу: серебро (2001).
- Чемпионат Дании по кёрлингу среди женщин: золото (1999, 2000, 2001, 2002)[2].
- Чемпионат мира по кёрлингу среди юниоров: бронза (1988).
- Чемпионат Дании по кёрлингу среди юниоров: золото (1985, 1986, 1988)[3].

## Команды
| Сезон   | Четвёртый         | Третий            | Второй            | Первый             | Запасной                                                                                     | Турниры                                                     |
| ------- | ----------------- | ----------------- | ----------------- | ------------------ | -------------------------------------------------------------------------------------------- | ----------------------------------------------------------- |
| 1985    | Сусанна Слотсагер | Linda Laursen     | Авияя Петри       | Kinnie Steensen    |                                                                                              | ЧДЮ 1985                                                    |
| 1985    | Сусанна Слотсагер | Linda Laursen     | Авияя Петри       | Annette Lindum     |                                                                                              | ЧЕЮ 1985 (5 место)                                          |
| 1986    | Сусанна Слотсагер | Linda Laursen     | Авияя Петри       | Kinnie Steensen    |                                                                                              | ЧДЮ 1986                                                    |
| 1986    | Сусанна Слотсагер | Лене Бидструп     | Авияя Петри       | Linda Laursen      |                                                                                              | ЧЕЮ 1986 (5 место)                                          |
| 1988    | Лене Бидструп     | Linda Laursen     | Авияя Петри       | Kinnie Steensen    |                                                                                              | ЧДЮ 1988 · ЧМЮ 1988                                         |
| 1999    | Лене Бидструп     | Малене Краусе     | Сусанна Слотсагер | Авияя Петри        | Лиллиан Фрёлинг тренер: Яне Бидструп                                                         | ЧДЖ 1999 · ЧМ 1999                                          |
| 1999—00 | Лене Бидструп     | Малене Краусе     | Сусанна Слотсагер | Авияя Петри        | Лиза Ричардсон тренер: Олле Брудстен                                                         | ЧЕ 1999 (6 место) · ЧДЖ 2000 · ЧМ 2000 (6 место)            |
| 2000—01 | Лене Бидструп     | Малене Краусе     | Сусанна Слотсагер | Авияя Лунд Нильсен | Лиза Ричардсон тренер: Олле Брудстен (ЧЕ), Франтс Гуфлер (ЧМ)                                | ЧЕ 2000 (6 место) · ЧДЖ 2001 · ЧМ 2001                      |
| 2001—02 | Лене Бидструп     | Сусанна Слотсагер | Малене Краусе     | Авияя Лунд Нильсен | Лиза Ричардсон (ЧЕ, ЗОИ) Яне Бидструп (ЧМ) тренер: Ханс Гуфлер (ЧЕ), Олле Брудстен (ЗОИ, ЧМ) | ЧЕ 2001 · ЧДЖ 2002 · ЗОИ 2002 (9 место) · ЧМ 2002 (6 место) |

(скипы выделены полужирным шрифтом)

## Результаты как тренера национальных сборных
| Год  | Турнир                            | Сборная | Место |
| ---- | --------------------------------- | ------- | ----- |
| 2004 | Чемпионат Европы по кёрлингу 2004 | Дания   | 6     |
| 2005 | Чемпионат Европы по кёрлингу 2005 | Дания   | 6     |
| 2005 | Чемпионат Европы по кёрлингу 2005 | Дания   | 3     |
| 2006 | Зимние Олимпийские игры 2006      | Дания   | 8     |